# والنتین بوندرنکو
والنتین بوندرنکو (به انگلیسی: Valentin Bondarenko) فضانورد اهل اتحاد شوروی است که در ۱۶ فوریهٔ ۱۹۳۷ در خارکوف زاده شد.